# Zygmunt Adam Słuszka
Zygmunt Adam Słuszka herbu Ostoja (zm. 2 grudnia 1674) – chorąży wielki litewski w 1656 roku, chorąży nadworny litewski w 1649 roku, starosta rzeczycki w latach 1658–1672.
Jego bratem był Bogusław Jerzy Słuszka, a siostrą Elżbieta Słuszczanka.
Był uczestnikiem konfederacji tyszowieckiej w 1655 roku. 
Poseł na sejm 1662 roku z powiatu rzeczyckiego. Na sejmie 1662 roku wyznaczony z Koła Poselskiego komisarzem do zapłaty wojsku Wielkiego Księstwa Litewskiego. Poseł sejmiku rzezyckiego na pierwszy sejm 1666 roku.
W 1674 roku był elektorem Jana III Sobieskiego z powiatu rzeczyckiego.